# 思茅狭叶山梗菜
思茅狭叶山梗菜（学名：Lobelia colorata var. baculus）为桔梗科半边莲属下的一个变种。